# BMEWS
BMEWS (angleško Ballistic Missile Early Warning System) je vojaška kratica, ki označuje Sistem za zgodnje opozarjanje pred balističnimi raketami. Velja za prvi operativni radar ZDA/Kanade za odkrivanje balističnih raket. Izvirni sistem je bil zgrajen leta 1959 in je bil namenjen za zgodnje opozarjanje pred balističnim napadom; tako je pokrival polarno območje na Severni polobli. 
Glavna naloga sistema je sledenje strateških in podmorniških balističnih raketam; uporabljanjo se tudi za sledenje satelitov.
Sistem je sestavljen iz treh radarskih postaj:
- AFS Clear (Aljaska),
- Zračna baza Thule (Grenlandija) in
- RAF Fylingdales (Združeno kraljestvo).

V zadnjem desetletju 20. stoletja in v začetku 21. stoletja so nadgradili sistem in tako vse tri postaje uporabljajo še radarski sistem PAVE PAWS.